# シャイナー (テキサス州)
シャイナー（英語: Shiner）は、アメリカ合衆国のテキサス州ラバカ郡にある都市。鉄道の敷設用地のために250エーカー (1.0 km2)を寄付したヘンリー・B・シャイナーに因んで名づけられた。2020年の国勢調査によると人口は2,127人であった。ドイツおよびチェコの移民により創立された。

## 歴史
1885年、現在のシャイナーの場所の近くの交易所にハーフムーンと呼ばれる郵便局が開業した。1887年、ハーフムーンを迂回するサンアントニオ・アランサス・パス鉄道に駅および鉄道の敷設用地のためにヘンリー・B・シャイナーが250エーカー (1.0 km2)を寄付し通過するようにした。この鉄道施設を中心に街が発展していった。当初街はニューハーフムーンと呼ばれていたが、1888年、シャイナーに改名し、1890年に市制化した。
すぐにチェコとドイツの移民たちが大多数を占めるようになり、街の発展はチェコ人のコミュニティと密接に関わりがあり、現在でも街の文化に大きく影響を与えている。酪農が街の歴史の重要な部分を占めている。
歴史的にこの地域の著名な家族はエドウィン・ウォルターズ記念博物館の名の元となったウォルター家とシャイナー・ウェルハウゼン公園の名の元となったウェルハウゼン家である。
テキサス州最古の独立醸造所であるスペッツル・ブルワリーの本拠地である。現在49州に流通するダーク・ドイツ/チェコ・スタイルのビールシャイナー・ボックの製造で最もよく知られる。
全米で最古の企業の1つであるカスパー・カンパニーズの本社がある。レンチ・ハンド・トラック協会、テキサス貴金属など複数の企業からなる持株会社である。

## 地理
アメリカ国勢調査局によると、総面積2.4平方マイル (6.2 km2)のうち0.41%が水域である。

## 人口動勢
| 人種                                            | 人口  | 割合   |
| ----------------------------------------------- | ----- | ------ |
| 白人 (NH)                                       | 1,612 | 75.79% |
| 黒人またはアフリカ系アメリカ人 (NH)             | 156   | 7.33%  |
| ネイティヴ・アメリカンまたはアラスカ先住民 (NH) | 7     | 0.33%  |
| アジア系 (NH)                                   | 6     | 0.28%  |
| 他民族 (NH)                                     | 5     | 0.24%  |
| 混血 (NH)                                       | 73    | 3.43%  |
| ヒスパニックまたはラテン                        | 268   | 12.6%  |
| 合計                                            | 2,127 |        |

2020年の国勢調査によると、2,127人、798世帯、589家族が居住している。
2000年の国勢調査によると、2,070人、882世帯、572家族が居住していた。人口密度は849.9 inhabitants per square mile (328.1/km2)であった。1,016戸の住宅が平均417.1/sq mi (160.8/km2)に住んでいた。人種構成は白人85.60%、アフリカ系アメリカ人10.87%、ネイティブ・アメリカン0.05%、アジア系0.29%、他民族1.93%、混血1.26%であった。ヒスパニックまたはラテンは6.09%であった。
882世帯の26.6%が18歳以下の子供と同居し、51.1%が既婚同居、10.7%が夫なし女性世帯主、35.1%が家族なしであった。全世帯の33.4%が独居、22.9%が65歳以上の独居であった。平均世帯人数は2.25人で、平均家族人数は2.86人であった。
年齢構成は21.8%が18歳以下、5.4%が18歳から24歳、23.1%が25歳から44歳、20.9%が45歳から64歳、28.7%が65歳以上であった。年齢中央値は45歳であった。女性100人につき男性は80.9人であった。18歳以上の女性100人につき男性は74.9人であった。
世帯収入中央値は$28,205で、家族収入中央値は$40,250であった。男性収入中央値は$28,167に対し、女性は$17,426であった。1人当たりの収入は$16,942であった。全家族の7.4%および人口の11.5%が貧困線以下であり、うち10.7%が18歳以下で21.0%が65歳以上であった。

## 教育
シャイナー独立学区、シャイナー高等学校がある。またセントポール高等学校およびセントルドミラ小学校を運営するシャイナー・カソリック・スクールがある。

## 気候
| テキサス州シャイナーの気候 | テキサス州シャイナーの気候 | テキサス州シャイナーの気候 | テキサス州シャイナーの気候 | テキサス州シャイナーの気候 | テキサス州シャイナーの気候 | テキサス州シャイナーの気候 | テキサス州シャイナーの気候 | テキサス州シャイナーの気候 | テキサス州シャイナーの気候 | テキサス州シャイナーの気候 | テキサス州シャイナーの気候 | テキサス州シャイナーの気候 | テキサス州シャイナーの気候 |
| 月                         | 1月                        | 2月                        | 3月                        | 4月                        | 5月                        | 6月                        | 7月                        | 8月                        | 9月                        | 10月                       | 11月                       | 12月                       | 年                         |
| -------------------------- | -------------------------- | -------------------------- | -------------------------- | -------------------------- | -------------------------- | -------------------------- | -------------------------- | -------------------------- | -------------------------- | -------------------------- | -------------------------- | -------------------------- | -------------------------- |
| 平均最高気温 °F （°C）     | 63.0 (17.2)                | 67.0 (19.4)                | 74.0 (23.3)                | 80.0 (26.7)                | 86.0 (30)                  | 92.0 (33.3)                | 95.0 (35)                  | 96.0 (35.6)                | 91.0 (32.8)                | 83.0 (28.3)                | 73.0 (22.8)                | 65.0 (18.3)                | 80.4 (26.89)               |
| 平均最低気温 °F （°C）     | 40.0 (4.4)                 | 44.0 (6.7)                 | 51.0 (10.6)                | 58.0 (14.4)                | 66.0 (18.9)                | 71.0 (21.7)                | 73.0 (22.8)                | 72.0 (22.2)                | 68.0 (20)                  | 59.0 (15)                  | 50.0 (10)                  | 43.0 (6.1)                 | 57.9 (14.4)                |
| 降水量 inch （mm）         | 2.7 (69)                   | 2.0 (51)                   | 2.8 (71)                   | 3.5 (89)                   | 4.4 (112)                  | 4.0 (102)                  | 2.8 (71)                   | 3.6 (91)                   | 3.9 (99)                   | 4.3 (109)                  | 3.0 (76)                   | 2.5 (64)                   | 39.5 (1,004)               |
| 平均降水日数               | 5                          | 5                          | 5                          | 4                          | 5                          | 5                          | 5                          | 5                          | 6                          | 5                          | 5                          | 5                          | 60                         |
| 出典：NOAA                 |                            |                            |                            |                            |                            |                            |                            |                            |                            |                            |                            |                            |                            |

## メディア
1892年、週刊新聞「シャイナー・ガゼット」が設立された。

## 著名な出身者
- ジェレミー・フィカク（英語版）(2001–2004) MLBピッチャー。サンディエゴ・パドレス、オークランド・アスレチックス、モントリオール・エクスポズに在籍。
- ローガン・オンドルーセック(2010– ) MLBピッチャー。シンシナティ・レッズ、東京ヤクルトスワローズ、ボルチモア・オリオールズに在籍。
- ヴィック・ロズノフスキー（英語版）(1964–1969) MLBキャッチャー。シカゴ・カブス、ボルチモア・オリオールズ、フィラデルフィア・フィリーズ
- キャロル・センベラ（英語版）(1965–1970) MLBピッチャー。 ヒューストン・アストロズ、モントリオール・エクスポズ
- ロス・ヤングス(1917–1926) MLB右翼手。ニューヨーク・ジャイアンツに在籍。アメリカ野球殿堂入り。

## 特記
1. ↑  Note: the US Census treats Hispanic/Latino as an ethnic category. This table excludes Latinos from the racial categories and assigns them to a separate category. Hispanics/Latinos can be of any race.[11][12]